# Newton (enhed)
 For alternative betydninger, se Newton. (Se også artikler, som begynder med Newton)
Newton (forkortet med symbolet N) er SI-enheden for kraft. Den er opkaldt efter Isaac Newton. 

## Definition
En newton er den kraft, der er nødvendig for at give et legeme med en masse på et kilogram en acceleration på 1 meter per sekund i anden. Eller at accelerere  et kilogram til en fart af en meter per sekund, på et sekund.
En newton er i elementære SI-enheder:
{\displaystyle 1\,\mathrm {N} =1\,{\frac {\mathrm {kg} \cdot \mathrm {m} }{\mathrm {s} ^{2}}}}